# 9 Pułk Piechoty (Księstwo Warszawskie)
9 Pułk Piechoty – polski pułk piechoty okresu Księstwa Warszawskiego.

## Formowanie i zmiany organizacyjne
Sformowany na przełomie 1806 i 1807 roku w Gnieźnie jako 1 pułk piechoty Legii Poznańskiej. Uczestniczył w kampanii pomorskiej 1807 roku - żołnierze regimentu walczyli m.in. pod Tczewem, a także uczestniczyli w oblężeniach Gdańska i Kołobrzegu. Po podpisaniu traktatu tylżyckiego (7 i 9 lipca), 9. pułk piechoty księcia Sułkowskiego stanął garnizonem w Lesznie.
W 1808 roku został wybrany jako jeden z trzech polskich pułków piechoty (wraz z 4. i 7.), który zostały skierowane do Hiszpanii, gdzie od 2 maja trwało antynapoleońskie powstanie. Jesienią tego roku przekroczył granicę francusko-hiszpańską. Pod koniec 1809 roku pułk liczył 2050 żołnierzy. Według etatu z 1810 roku, pułk składał się ze 27 osobowego sztabu i trzech batalionów piechoty po 6 kompanii. Sztaby batalionów liczyć miały 4 osoby, a kompanie 136 żołnierzy. W sumie w pułku powinno służyć 2487 żołnierzy. Faktycznie stan osobowy oddziału był nieco mniejszy.
Podczas pobytu na Półwyspie Iberyjskim, żołnierze 9. pułku wsławili się zwłaszcza w bitwach pod Almonacid i Ocañą. Wiosną 1812 roku podjęto decyzję o wycofaniu Dywizji Polskiej z Hiszpanii. W czasie przygotowań do inwazji na Rosję 1812 roku pułk został włączony w struktury 28 Dywizji gen. Girarda.
Po zakończeniu kampanii rosyjskiej, 9. pułk przeszedł przez terytorium Księstwa Warszawskiego aż dotarł na ziemie niemieckie. Tam Napoleon nakazał utworzyć z resztek 4., 7. i 9. pułków piechoty nowy 4. pułk piechoty pod dowództwem dotychczasowego dowódcy 9. regimentu, płk. Michała Cichockiego. Z początkiem lipca 1813 roku przyłączył go do Dywizji Jana Henryka Dąbrowskiego.
Po abdykacji Napoleona, car Aleksander I wyraził zgodę na odesłanie oddziałów polskich do kraju. Miały one stanowić bazę do tworzenia Wojska Polskiego pod dowództwem wielkiego księcia Konstantego. 13 czerwca 1814 roku pułkowi wyznaczono miejsce koncentracji w Łomży.
Pułk nie został jednak odtworzony, bowiem etat armii Królestwa Polskiego przewidywał tylko 12 pułków piechoty. Nowe pułki piechoty sformowano dopiero po wybuchu powstania listopadowego. Rozkaz dyktatora gen. Józefa Chłopickiego z 10 stycznia 1831 roku nakładał obowiązek ich organizowania na władze wojewódzkie. W województwie krakowskim tworzony był  1 Pułk Województwa Krakowskiego przemianowany później na 9 pułk piechoty liniowej.

## Żołnierze pułku
Dowódcy pułku:
- płk Antoni Paweł Sułkowski (od 29 listopada 1806),
- płk Michał Cichocki (od 20 marca 1810).

Oficerowie i podoficerowie
- Dezydery Chłapowski
- Franciszek Morawski (1783–1861)
- Julian Sierawski
- Feliks Grotowski
- Józef Kozłowski (autor wspomnień)
- Stanisław Broekere (autor wspomnień)
- Andrzej Daleki (autor wspomnień)

## Walki pułku
Bitwy i potyczki:

- Tczew (23 lutego 1807)
- Gniew (2 marca 1807)
- Oblegał Gdańsk oraz Kołobrzeg od połowy kwietnia
- Herencia (czerwiec 1809)
- obrona Toleda (lipiec 1809)
- Almonacid de Toledo (11 sierpnia 1809)
- Ocaña (19 listopada 1809)
- La Carolina (na początku 1810)
- Malaga (5 lutego 1810)
- w górach Ronda, Lubrin, Baza, Moro (początek 1811)
- góry Ronda (14 marca 1811)
- Utrera (15 kwietnia i 3 czerwca 1811)
- Lanjaron (19 sierpnia 1810)
- Motril (21 sierpnia 1810)
- Czaszniki (1812)
- Smolany, oblężenie Szpandawy (1813)

## Mundur
Andrzej Daleki, pierwotnie żołnierz 3. pułku piechoty legii poznańskiej (11. pułku piechoty Księstwa Warszawskiego), a następnie 9. pułku, ubiór żołnierzy polskich w czasie kampanii pomorskiej określił jako: granatowy mundur z białemi wyłogami i guzikami, z kołnierzem czerwonym, czapka czworograniasta stojąca granatowa z sznurami białemi i kokardą polską na przedzie, spodnie granatowe z wypustkami zielonemi i kamasze.
Przepis ubiorczy z 3 września 1810 roku nie doprowadził do całkowitego ujednolicenia munduru piechoty. Niektóre pułki dość znacznie różniły się od ustaleń regulaminowych.
W 9. pułku piechoty był to krój jak w 4 pp; kołnierz pąsowy z wypustką granatową, wyłogi białe, wyłogi rękawów pąsowe z białą wypustką, patka rękawów granatowa, takiź naramiennik z wypustką białą; guziki białe.